# Kercisóra

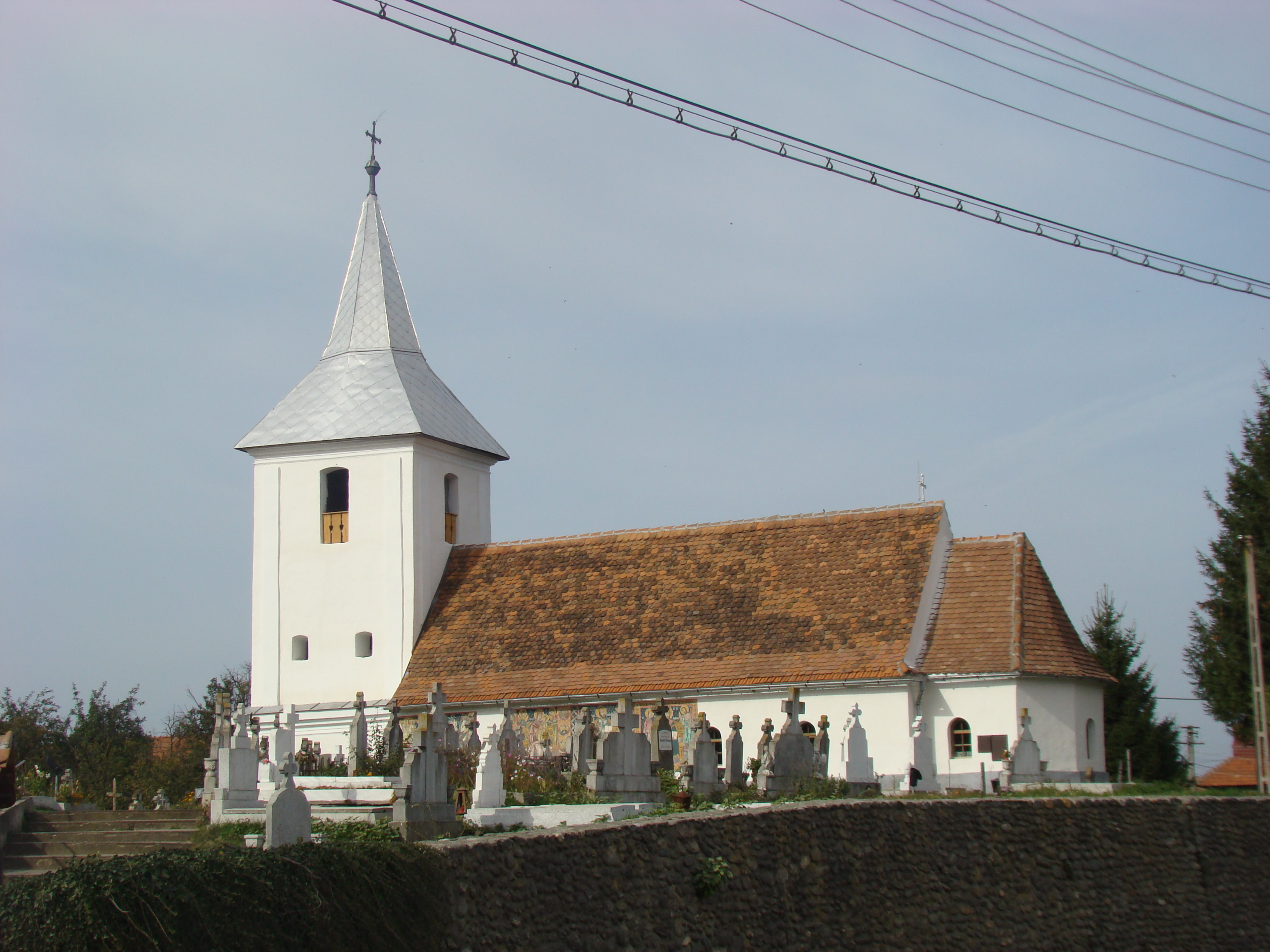
Az oprakercisórai ortodox templom

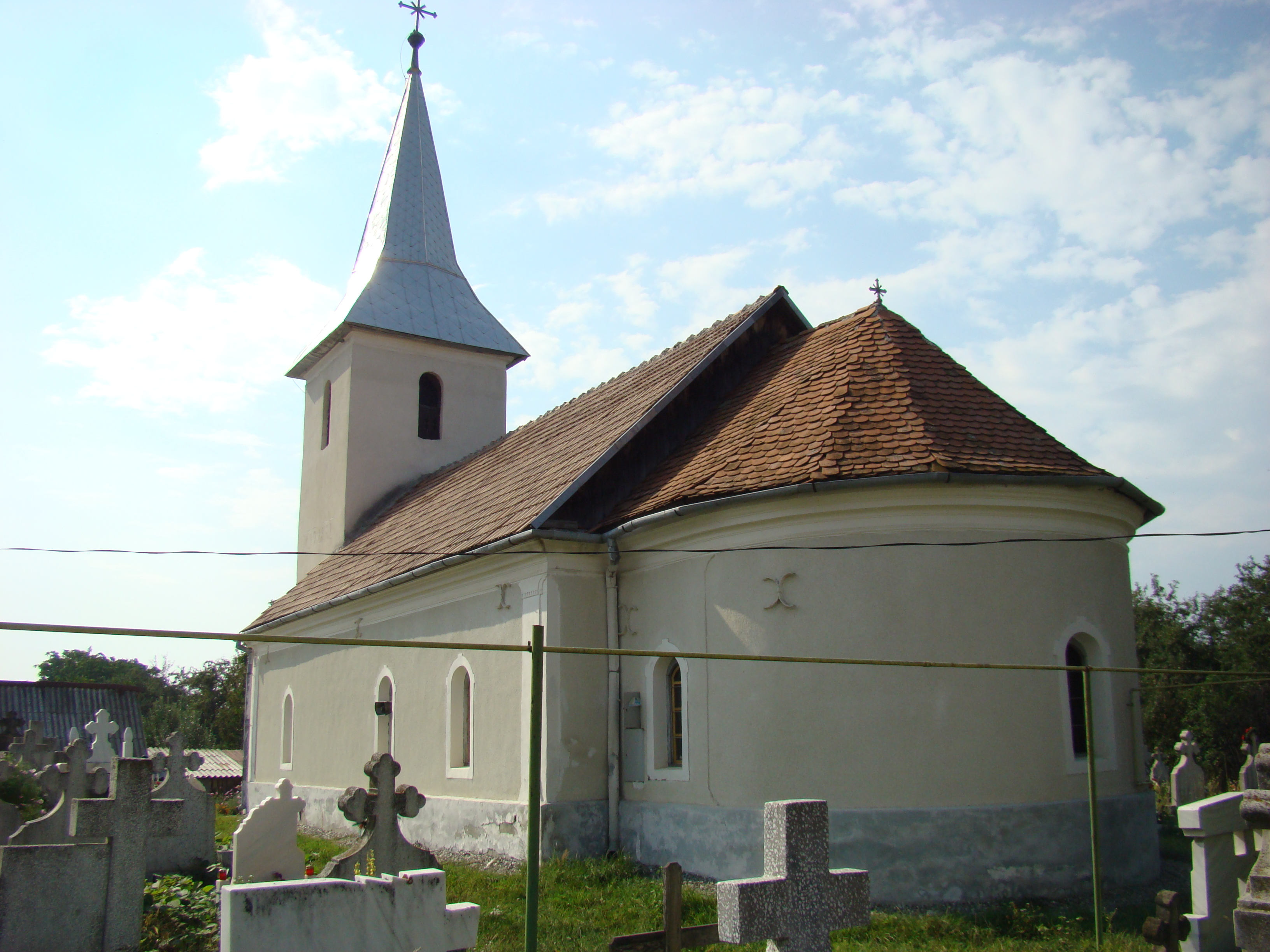
A strezakercisórai ortodox templom

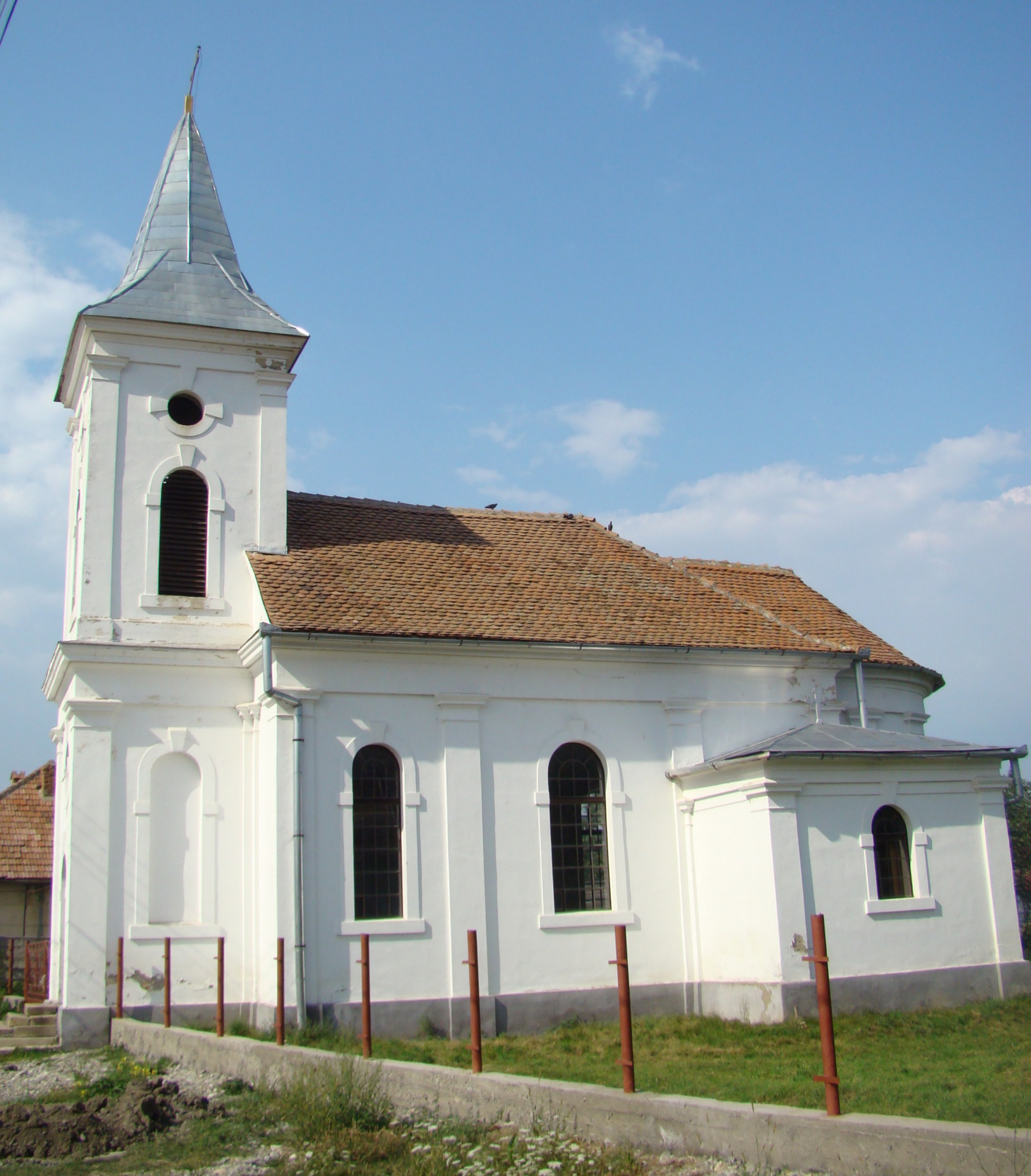
Az 1907-ben épült volt katolikus templom

Kercisóra, 1968-ig Strezakercisóra és Oprakercisóra (Kercsesora, románul: Cârțișoara) falu Romániában, Erdélyben, Szeben megyében.

## Fekvése
A Fogarasi-havasok északi lábánál, a Transzfogarasi út erdélyi oldalán, Nagyszebentől 46 km-re délkeletre, Fogarastól 34 km-re délnyugatra fekszik. Patakja a Bilea-tóból ered és két néven ismert: mint Bâlea vagy mint Cârțișoara.

## Népessége
- 1850-ben a két falut összesen 1796-an lakták, közülük 1546 volt román, 97 német, 80 magyar, 45 zsidó és 22 cigány nemzetiségű; 1566 ortodox, 120 római katolikus, 46 református, 45 zsidó és 15 evangélikus vallású.
- 1900-ban a két falu 1905 lakosából 1789 volt román, 56 német és 51 magyar anyanyelvű; 1741 ortodox, 88 római katolikus és 31 református vallású.
- 2002-ben 1156 lakosából 1098 volt román és 53 cigány nemzetiségű; 1091 ortodox, 41 baptista és 21 adventista vallású.
- A 2011-es népszámlálás adatai alapján a község népessége 1243 fő volt, melynek 96,3%-a román. Vallási hovatartozás szempontjából a lakosság 90,67%-a ortodox, 3,78%-a baptista, 1,37%-a hetednapi adventista.[2]

## Története
Kérdéses, hogy azonosítható-e az először 1322-ben Kerch Olacorum néven feljegyzett településsel. Mai neve Kerc román nevének kicsinyítő képzős alakja és először 1509-ben tűnt fel (mint Cartzisora és Kertzisora). Ezután több mint négy évszázadon át két falura oszlott: a patak jobb partján fekvő Strezakercisórára (románul: Streza-Cârțișoara, németül: Oberkerz – 1534: Ztreza Kerlissora, 1589: Streza Kercsesora, 1733: Sztreze-Kerczesora, 1750: Sztrazekercze, 1850: Strésa Kirtzisoara) és a bal partján fekvő Oprakercisórára (románul: Oprea-Cârțișoara, németül: Kleinkerz – 1589: Opra Kercsesory, 1601: Opra Kerczessora,
1733: Opra-Kerczesora, 1750: Oprakercze, 1760–1762: Opra Kertsesora; az előtagok egyértelműen személynévi eredetűek). A két falut 1968-ban egyesítették.
A terület 1474-ig felváltva a kerci apátság és a havasalföldi vajdák tulajdona volt. A falu közelében 1391-ben Öreg Mircse alapított kolostort. 1648-ban 55 jobbágycsalád lakta, közülük négy halász. A század második felében Teleki Mihály tulajdonába került, aki állítólag székelyeket telepített ide. 1685. április 14-én I. Lipót megbízottja, Antide Dunod titkos szerződést kötött a településen Telekivel. A császári fennhatóság elismerése, az önálló külpolitikáról való lemondás és a császári hadak hatodának ellátása fejében a császár szavatolta volna Erdély korlátozott szuverenitását, a vallásszabadságot, az örökölt kiváltságok megtartását és a tartomány fölvételét a nemzetközi szövetségbe.
A Telekiek egészen 1848-ig a kettős falu földesurai maradtak. Üveghutát és papírmalmot állítottak föl. Az üveghuta 1715 körül létesült a Bilea-patak mentén. Az üveghutához a család csehországi üvegfúvókat költöztetett be. 1718-ban ablaktányérokat, 1728-ban táblaüveget és palackokat is gyártott. 1735 és 1762 között nincs adat működésére. 1762-ben Teleki László új helyen építtette újjá, majd bérbeadta. 1774-ben lámpások és zöld öblösüvegek készültek benne. Az erdők ismételt kiirtása miatt ismét új helyre készült költözni, de az új műhelyek 1782-ben leégtek. 1790–1793-ban a csehországi német Johann Baptist Fischer bérelte. Az üzem a 19. század közepe táján szűnt meg.
A papírmalmot először 1730 és 1732 között a Fântânele nevű helyen, az oprakercisórai határban létesítette Teleki József felesége, Bethlen Kata unszolására. Férje halála után Bethlen Kata kénytelen volt lemondani róla, és Oltbogáton alapított új papírmalmot. A kercisórai malom 1743-ban düledezett, és mestere, Andreas Bruckmoser egyedül dolgozott benne. Miután meghalt, a Teleki család pereskedő tagjai 1758-ban széthordták a malom felszerelését. Teleki László és felesége, Ráday Eszter 1762–1763-ban létesített új papírmalmot a Bilea- és Laița-patakok összefolyásánál. 1768-ban bérbeadták Ienache Dima fogarasi kereskedőnek, majd 1775-ben Felméri György fogarasi polgárnak. 1779–1782-ben az uradalom maga üzemeltette. Ezekben az években öt munkás dolgozott benne, és főként a havasalföldi és moldvai piacra termelt. Teleki József 1793-ban téglából és kőből építtette újra egy csehországi mesterrel. 1802-ben Martin Hochmeister nagyszebeni nyomdász vette bérbe, majd 1805 és 1831 között Richard Kleinkauf nagyszebeni kereskedő bérelte. 1851-ben Richard és Gustav Kiessling gépesítette a termelést, és a következő évben hat mester és 120–140 munkás dolgozott benne. 1856-ban bezárt.
1722-ben Oprakercisórán 95, Strezakercisórán 85 jobbágycsalád élt. Ortodox kolostorát, amely az erdőszélen, a mai Gura Secii határrészben feküdt és amelyben 1748-ban három apáca élt, Buccow tábornok 1761-ben felégette. Az 1848 előtt az üvegcsűrhöz betelepült cseh vagy csehországi német (magyarosan) Péppel Lukács tanította meg a fazekasmesterségre előbb csak a Guja és a Schneider család tagjait, azután a falu Fogaras vidékének egyik fazekasközpontjává fejlődött. A fazekasok mesterségüket munka mellett, télen űzték. Áruikat helyben, az alsóárpási és a feleki vásárokon, valamint Skorei, Szarata, Alsóporumbák, Mártonhegy és Brulya falvakban értékesítették. További működésüket 1950-ben ellehetetlenítették. A falu másik jelentős háziipari ágazata a faeszközkészítés, fafaragás volt. Lakói transzhumáló pásztorkodással is foglalkoztak, annak bealkonyulásával, az 1880-as években több családja Dobrudzsába települt át.
1876-tól Fogaras vármegyéhez tartozott. A dualizmus korában a vármegyében egyedül itt létezett tartós faipari vállalkozás, Thierfeld és társa fenyőfát feldolgozó fűrésztelepe. 1894-ben Oprakercisórán az EMKE kezdeményezésére az állam magyar tannyelvű iskolát létesített, a felekezeti iskolákat pedig bezáratta. Ez az iskola 1905-ben átköltözött Strezakercisórára. Ugyanezen évben, húszezer koronás törzstőkével megalakult a Cârțișoreana népbank, amely 1947-ig működött.

## Látnivalók
- A második világháborúig a faluban kis létszámú, ám állandó római katolikus és egy még kisebb református közösség élt, mindkettő saját templommal. A két templomot az állam 1948-ban az ortodox egyháznak juttatta. A reformátusok volt templomát ma az adventisták használják.
- Az 1806-ban épült oprakercisórai és az 1818-ban épült strezakercisórai ortodox templomot belülről a szászházi Grecu fivérek korabeli falfestményei borítják.
- A falumúzeumban az egykori fazekasok és az üveghuta termékeit, üvegikonokat, kelengyés ládákat mutatnak be. Udvarán egy 19. század közepi paraszti portát rekonstruáltak. A múzeum külön szobája állít emléket az erdélyi román történelem különös alakjának, Gheorghe („Badea”) Cârțannak (1849–1911). Cârțan apó oprakercisórai parasztcsaládban született, gyalog eljutott Rómába, Jeruzsálembe és Párizsba (ahol román nyelvet is tanított), könyveket csempészett Romániából Erdélybe és állítólag audienciára jelentkezett Ferenc Józsefnél és Tisza Istvánnál. Hol itt, hol ott tűnt fel, alakja legendává vált.
- A községháza mai épületét a Teleki család korábbi kastélya helyén építették 1900-ban, az erdőhivatal számára. Innen irányították az Alsóporumbáktól Zernyestig terjedő hatalmas kincstári erdőbirtokot.
- Az egykori állami iskola 1894-ben felállított épülete ma is létezik, lakodalmakat, mulatságokat rendeznek benne.
- Országos szinten védett terület a Bâlea-völgy.[8]

## Híres emberek
- A községben született Badea Cârţan(wd) (1849–1911) juhász, könyvgyűjtő.
- Itt töltötte gyermekkorát Mircea Florin Şandru(wd) (1949) költő, újságíró.

## Képek

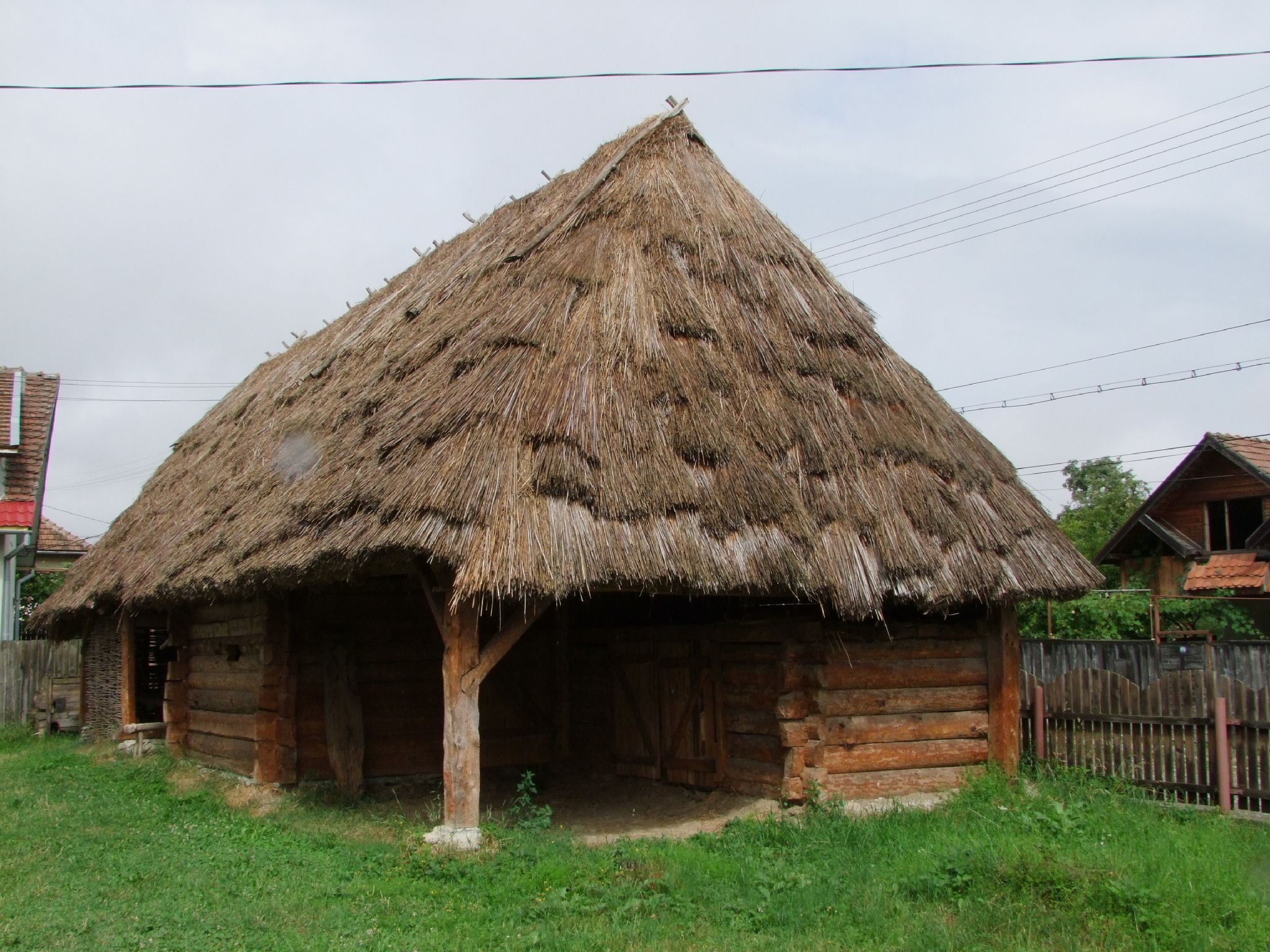
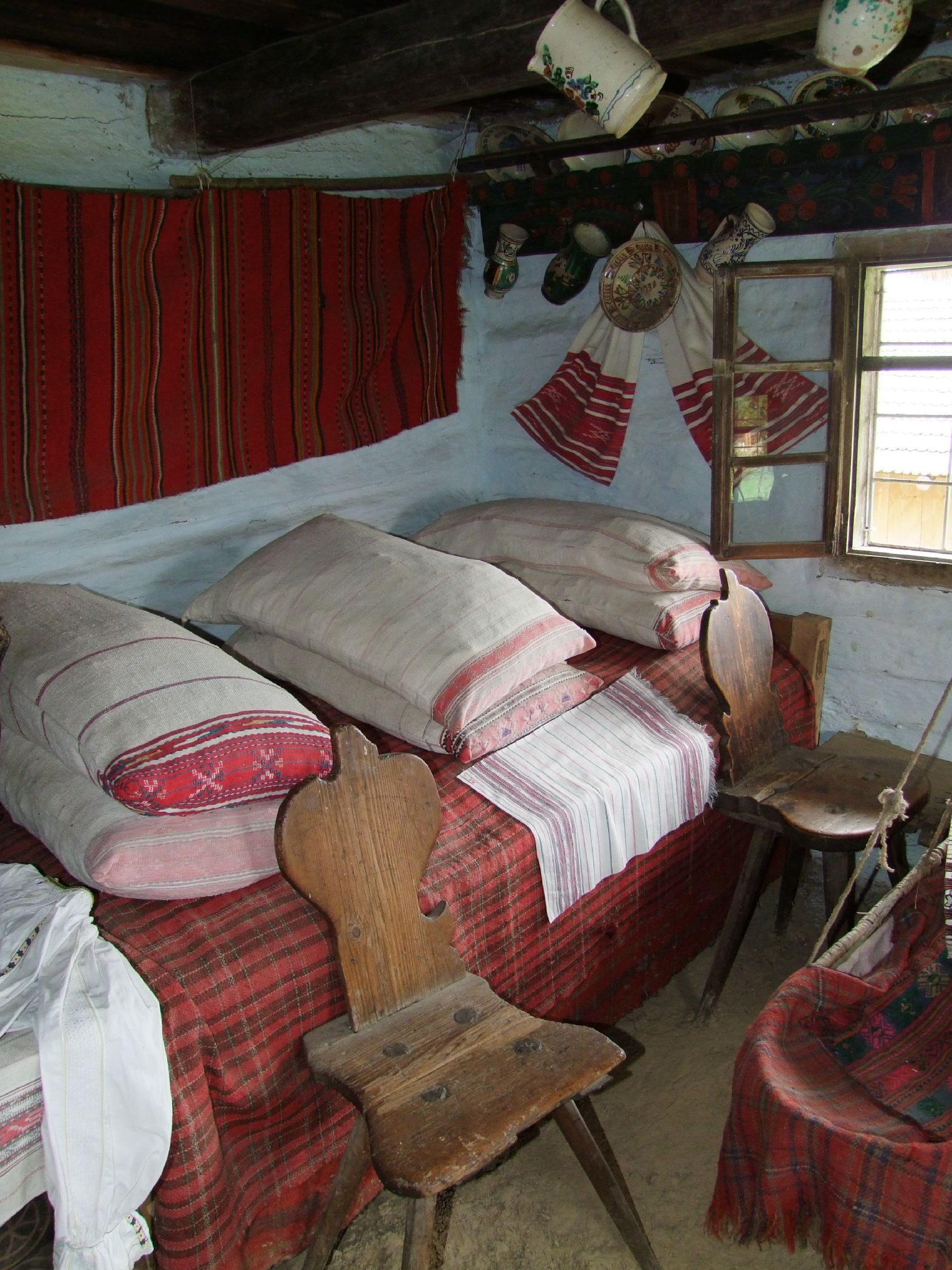
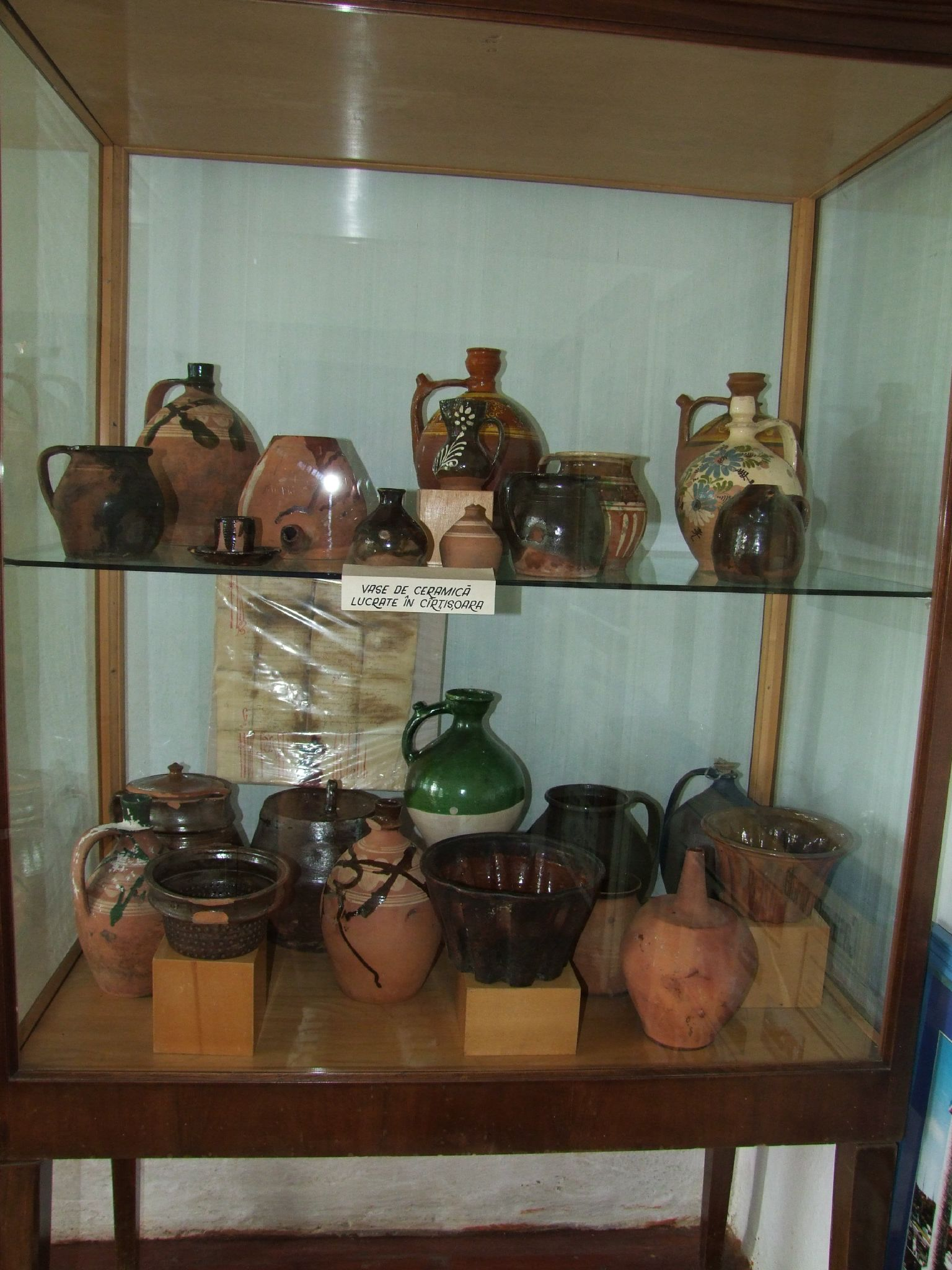
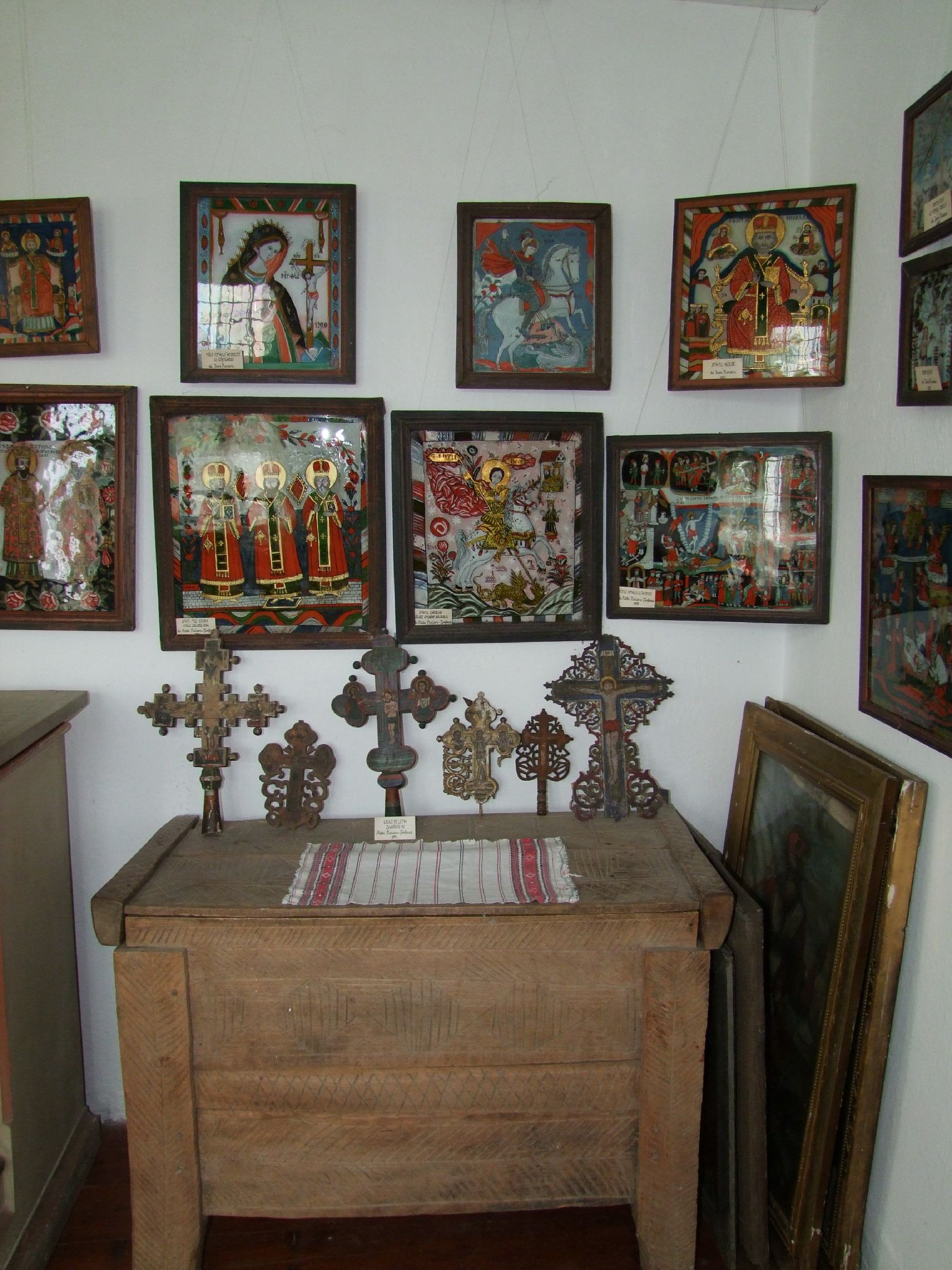
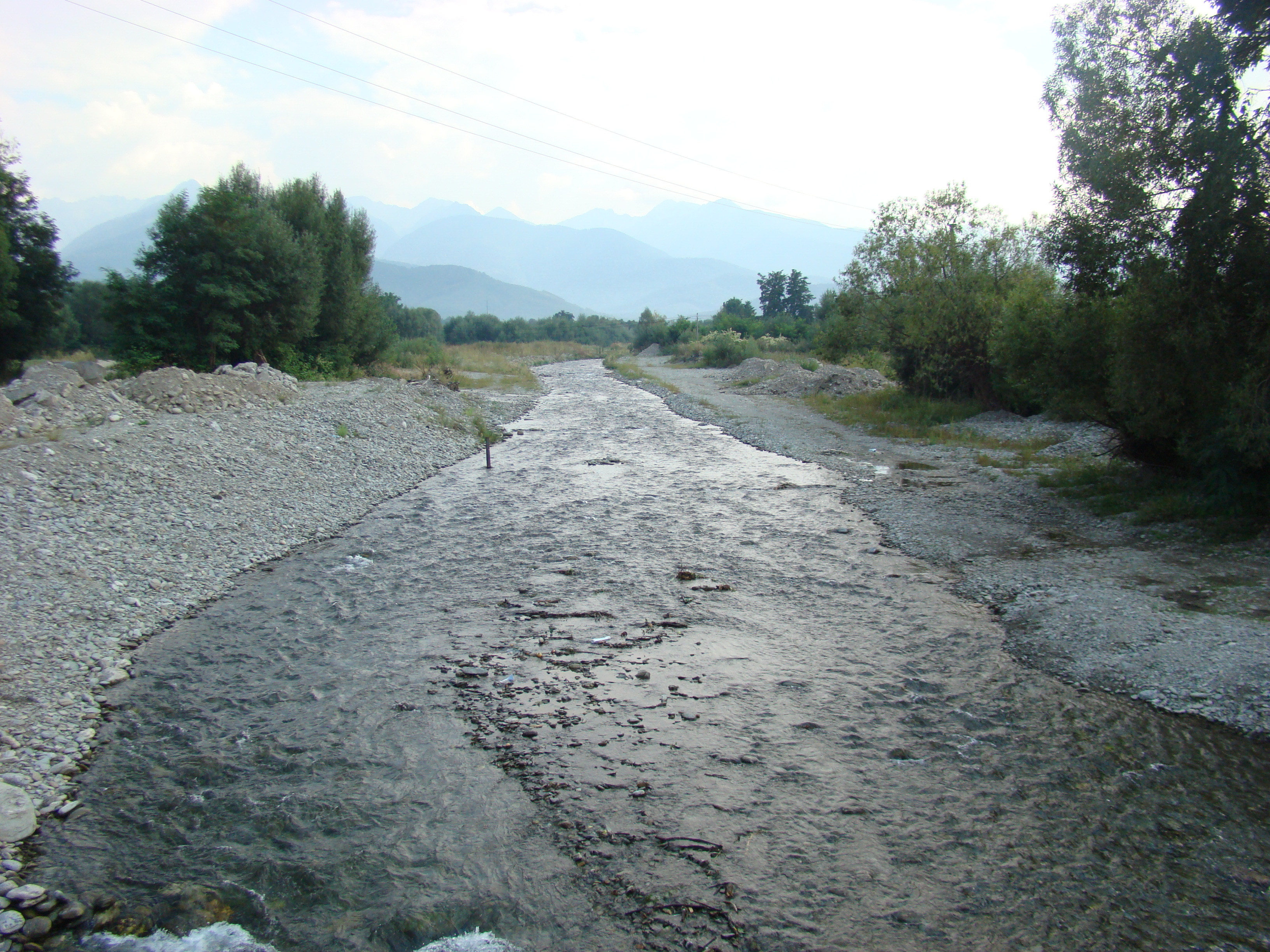
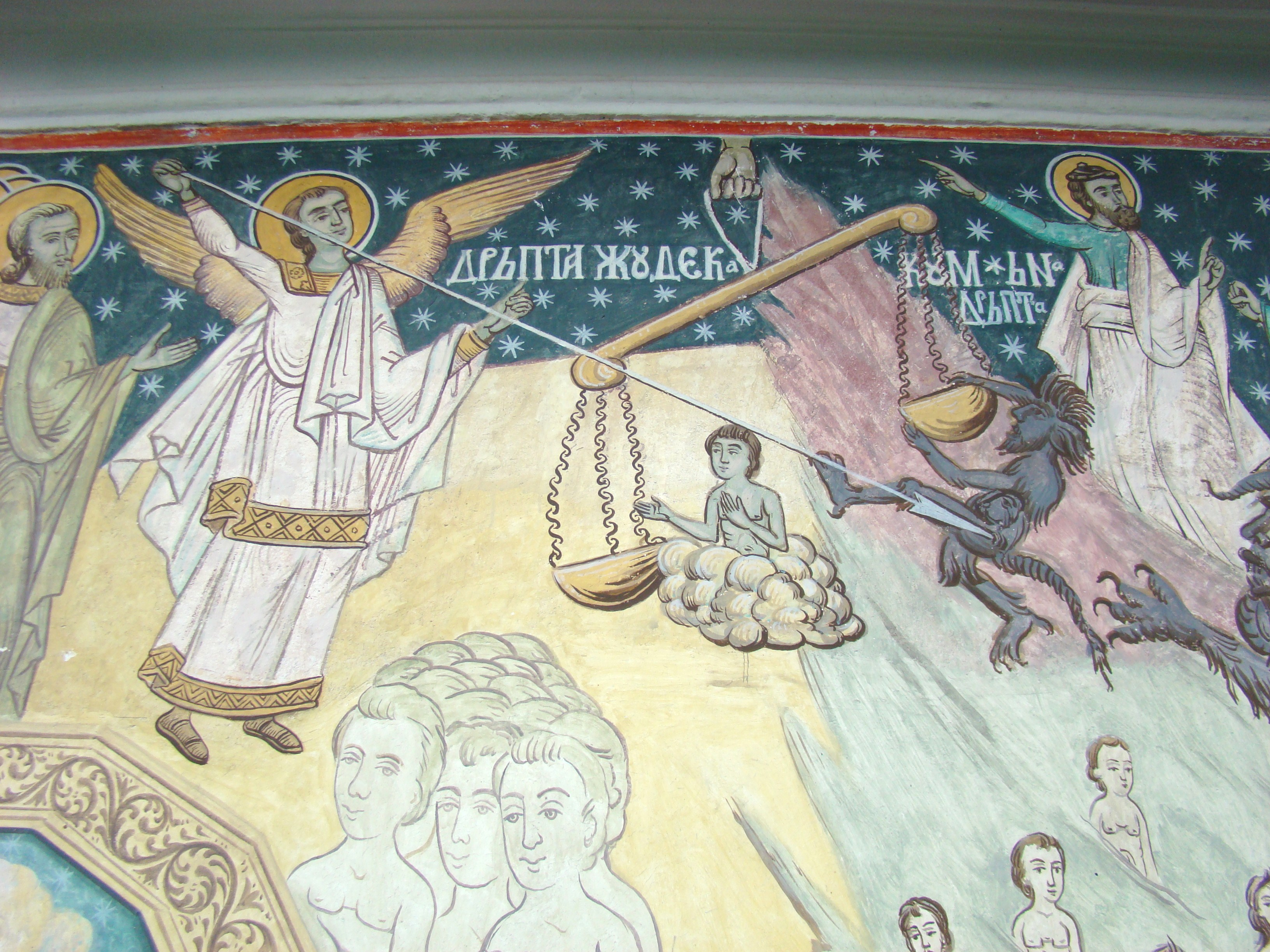
Részlet az oprakercisórai ortodox templom festéséből
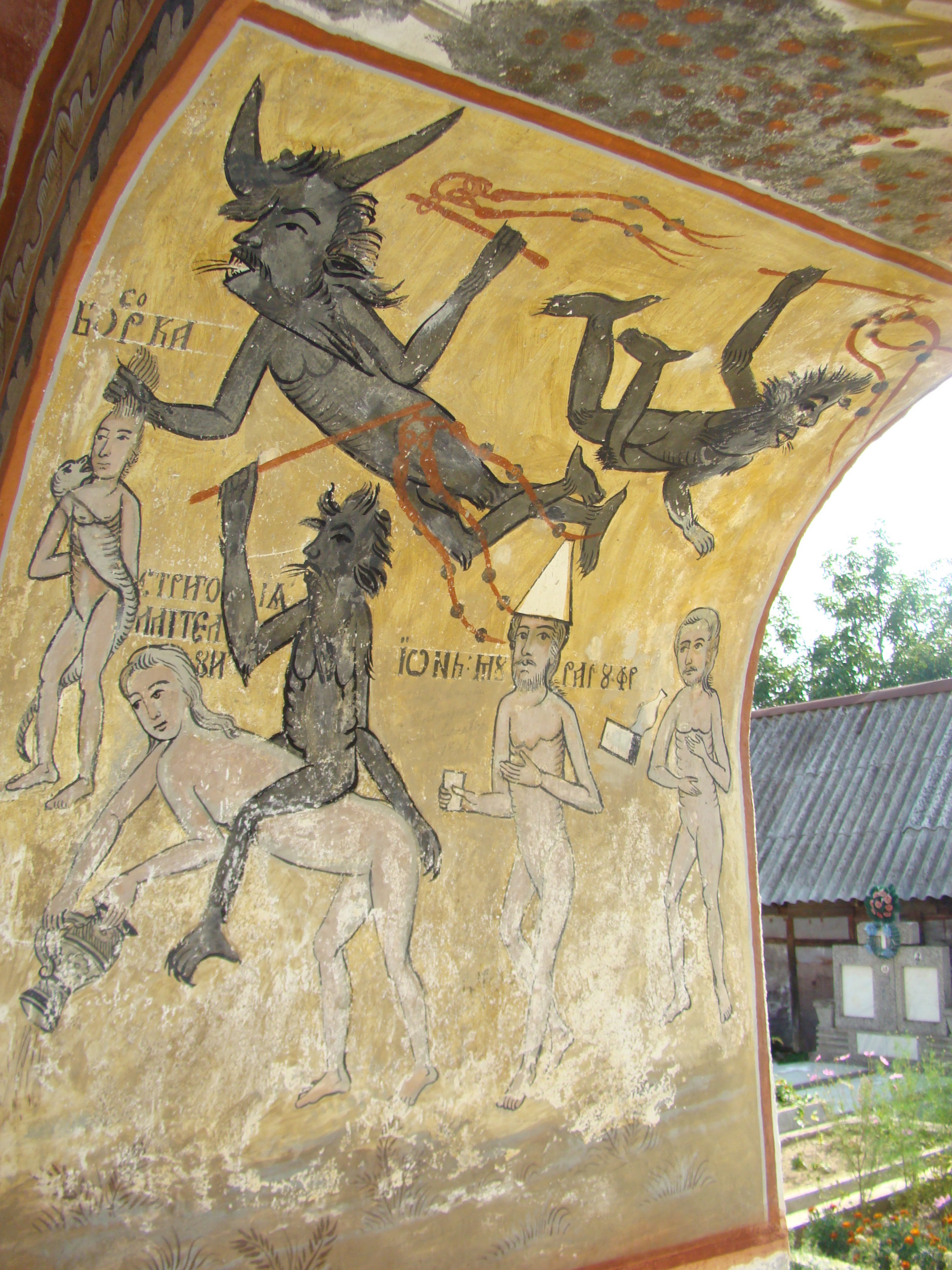
Részletek a strezakercisórai ortodox templom festéséből
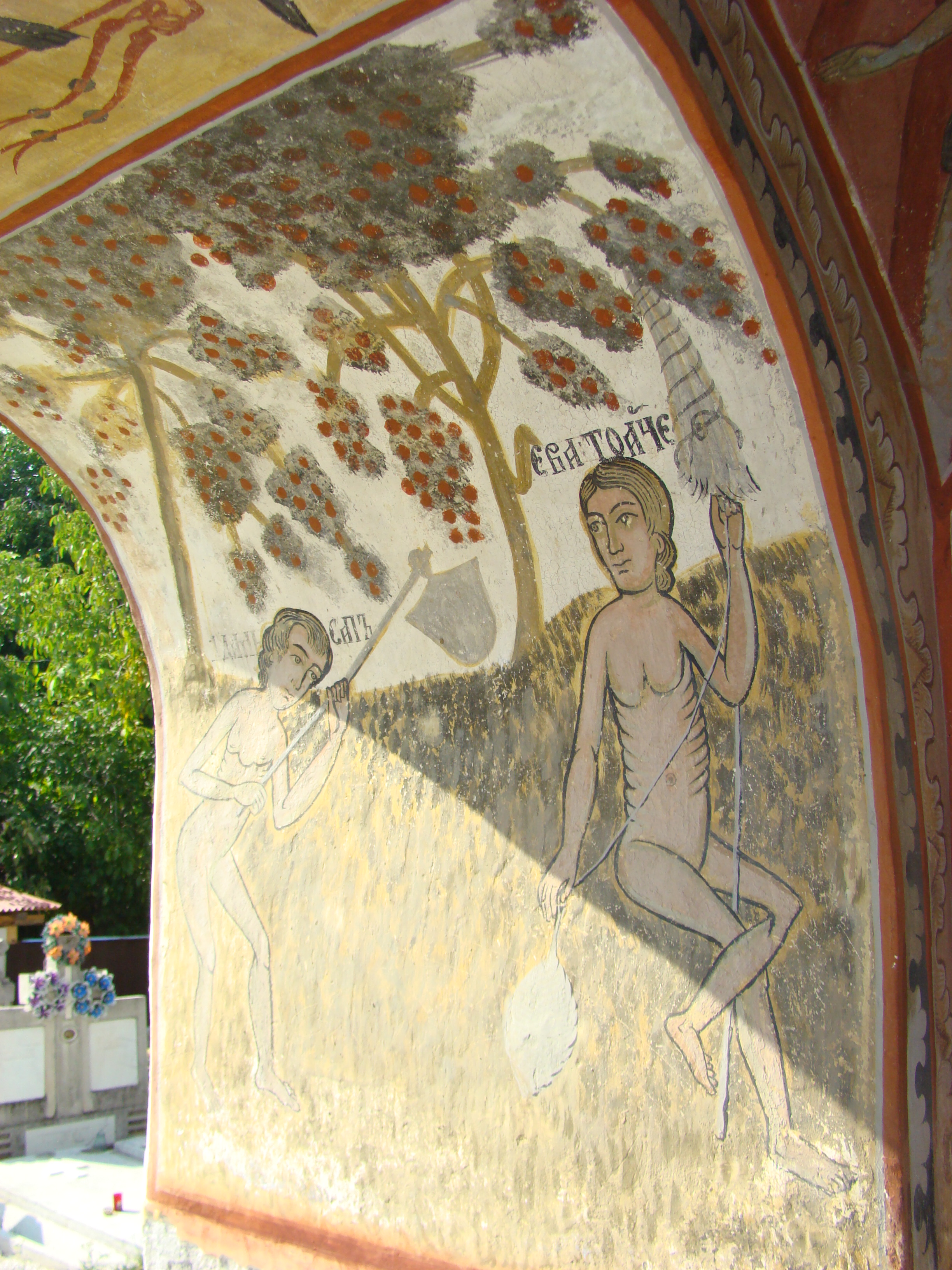